# سيجيسموندو باندولفو مالاتيستا

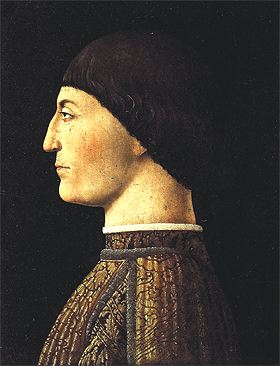
Portrait by بييرو ديلا فرانشيسكا.

سيجيسموندو باندولفو مالاتيستا (19 يونيو 1417 - 7 أكتوبر 1468) والمعروف شعبياً باسم ذئب ريميني، كان كوندوتييرو ونبيلًا إيطاليًا ومن عائلة مالاتيستا وسيد ريميني وفانو وتشيزينا من 1432. اعتبر على نطاق واسع من قبل معاصريه باعتباره واحدًا من القادة العسكريين الأكثر جرأة في إيطاليا وقاد القوات البندقية في 1465 ضد الحملة العثمانية. كما كان شاعرًا وراعيًا للفنون.

## روابط خارجية
- سيجيسموندو باندولفو مالاتيستا على موقع الموسوعة البريطانية (الإنجليزية)